# 米爾內 (赫爾松區)
46°23′23″N 33°10′59″E / 46.38972°N 33.18306°E
米爾內（烏克蘭語：Мирне）是位於烏克蘭南部的村莊，由赫爾松州赫尔松区的维诺赫拉多韦市镇負責管轄。該村始建於1920年，面積32平方公里，海拔高度18米，2001年人口484，人口密度每平方公里15.1人。